# Charles Nall-Cain, 3. Baron Brocket
Charles Ronald George Nall-Cain, 3. Baron Brocket (* 12. Februar 1952), auch bekannt als Charlie Brocket, ist ein britischer Peer, ehemaliger Häftling und Fernsehmoderator.

## Leben und Karriere
Nall-Cain wurde als Sohn von Ronald Nall-Cain und Elizabeth Trotter am 12. Februar 1952 geboren. Sein Vater starb, als Nall-Cain neun Jahre war. Er besuchte das Eton College und diente bei den 14th/20th King's Hussars als Leutnant in Deutschland.
Er wurde als Playboy bekannt und sammelte klassische Autos. Er besaß 42 Ferraris, wofür er in den 1980er und frühen 1990er Jahren bekannt wurde. 
1996 wurde er wegen Versicherungsbetrug zu fünf Jahren Gefängnisstrafe verurteilt, von denen er zweieinhalb Jahre absaß.
2004 war er Teilnehmer in der 3. Staffel von I’m a Celebrity…Get Me Out of Here!. wo er den vierten Platz erreichte. Er nahm durch den dadurch gefundenen Bekanntheitsgrad fast 1 Million £ an Offerten ein. Seine Autobiografie Call Me Charlie wurde im September als gebundene Ausgabe veröffentlicht und landete 2004 in den Top 10 der Bestsellerliste.
Er moderierte die ITV-Game-Show Scream! If You Want to Get Off und moderierte Privates Exposed, ein Programm, das Hintergrundberichte für ITVs Bad Lads Army auf ITV2 zeigte.

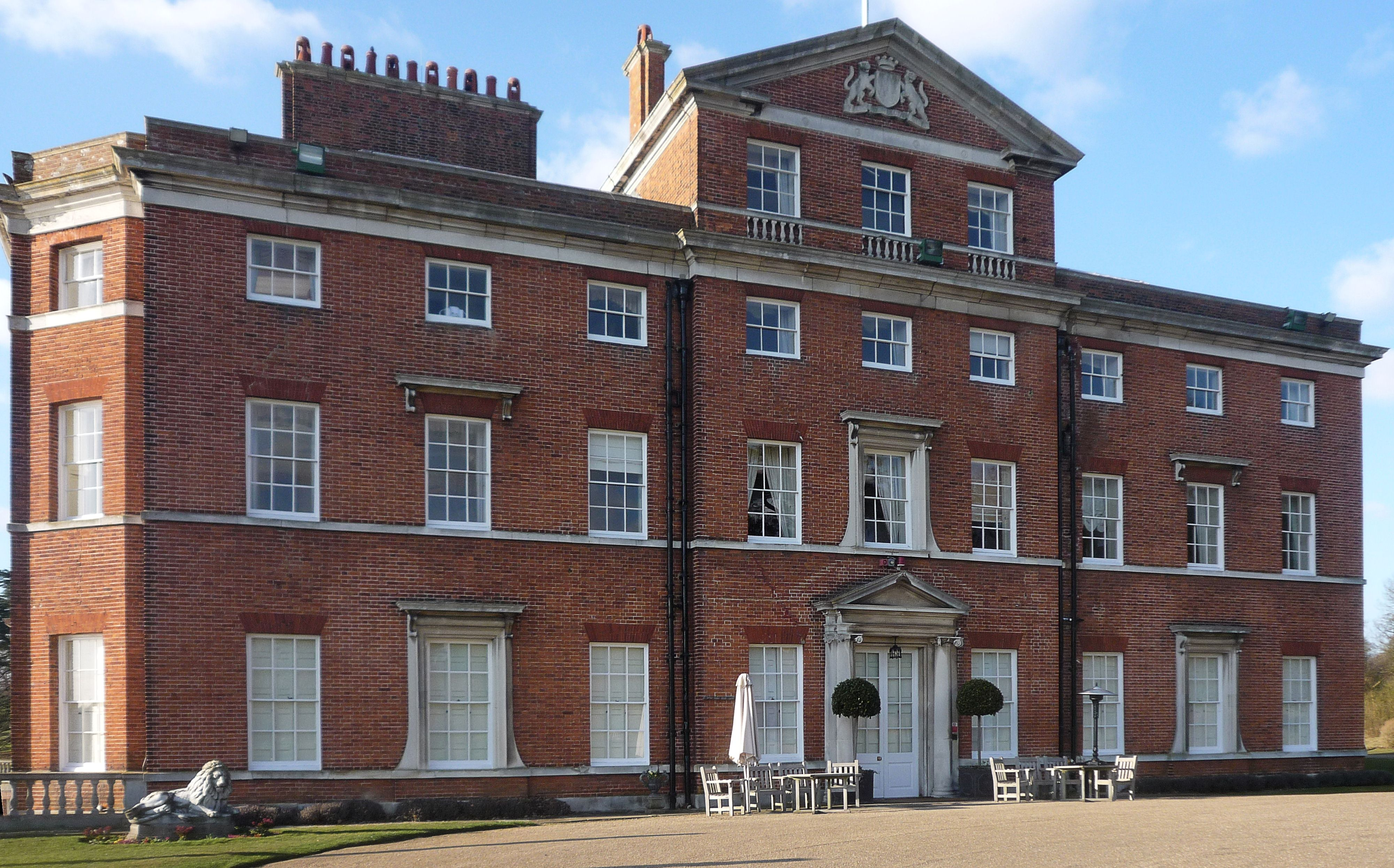
Brocket Hall

Er erbte Brocket Hall. Das Haus war zu dieser Zeit renovierungsbedürftig, und er baute es in ein Hotel und einen Tagungsort um. Im Oktober 2012 besaß er nach wie vor das Gebäude in Hertfordshire und verleaste es für 50 Jahre durch einen Trust an ein deutsches Konsortium.
Seit 2007 bietet er Lebensmittel mit der Marke Brocket Hall Foods zum Verkauf an.

## Mitgliedschaft im House of Lords
Nach dem Tod seines Großvaters 1967 erbte er im Alter von 15 Jahren den Titel des Baron Brocket. Am 22. Juni 1976 nahm er erstmals seinen Sitz im House of Lords ein. Am 1. August 1984 stellte er seine erste schriftliche Frage. Seine Antrittsrede folgte am 13. Juni 1986. Bis zum März 1994 meldete er sich noch mehrfach zu Wort.
- Sitzungsperiode 1997 / 1998: 0 Tage (von 228)

Seine Mitgliedschaft endete durch den House of Lords Act 1999.
Für einen der verbleibenden Sitze trat er nicht an.
Im Register of Hereditary Peers, die für eine Nachwahl zur Verfügung stehen, ist er verzeichnet.

## Familie
Er war zweimal verheiratet, von 1982 bis 1994 mit dem früheren Vogue-Modell Isabell Maria Lorenzo, mit der er drei Kinder hat. Am 24. Juni 2006 heiratete er Harriet Warren, mit der er eine Tochter hat.